# KFNX
KFNX (1100 AM)는 뉴스/토크 애리조나주 케이브 크리크에 기반을 둔 라디오 방송으로, 애리조나 주의 피닉스지역을 대상으로 방송을 하고 있다. 주로 정치적으로 보수 성향의 방송과 협찬을 받은 광고성 건강, 재무 프로그램, 애리조나 주의 운동경기 프로그램 등을 방송한다.
주요 방송 진행자들은 돈 아이머스, 로라 잉그레이엄, 허먼 케인, 마이클 새비지, 라스 라슨과 알렉스 존스이다. KFNX는 랭킹 애리조나(Ranking Arizona)에 의하여 애리조나주 최고의 방송사 10개 중 하나로 선정되었으며, 매 주마다 5만 명 이상의 청취자들을 확보하고 있다. 그들은 매 30분마다 KFNX 뉴스국을 통하여 지역 뉴스를 업데이트하고 있다.

## 연혁
KFNX는 1991년 7월 12일, KCCF라는 명칭으로 처음 개국했다. 1998년 8월 3일, 현재의 이름인 KFNX로 명칭을 바꾸었다.

## 참조
1. ↑  “Prime Time Hosts”. KFNX. 2020년 2월 5일에 원본 문서에서 보존된 문서. 2015년 11월 16일에 확인함.
2. ↑  “KFNX Call Sign History”. 《United States Federal Communications Commission, audio division》. 2016년 3월 4일에 원본 문서에서 보존된 문서. 2018년 1월 8일에 확인함.